# آرامگاه امامزاده خدا شاه
بقعه امامزاده خداشاه مربوط به سدهٔ ۷ ه.ق است و در شهرستان سبزوار، روستای خداشاه واقع شده و این اثر در تاریخ ۱۰ مهر ۱۳۸۰ با شمارهٔ ثبت ۴۰۳۹ به‌عنوان یکی از آثار ملی ایران به ثبت رسیده است.